# Абдулаев, Хизри
Хизри Абдулаев (род. 17 июля 1997 года, Кизилюрт, Дагестан) — российский боец смешанных единоборств.

## Биография
Хизри Абдулаев родился в 1997 году в городе Кизилюрт, родом из Хунзахского района, села Цалкита. С самого раннего детства он увлекался единоборствами.
Хизри добился больших успехов в любительской карьере, он стал пятикратным чемпионом Дагестана по ММА, трёхкратным призёром чемпионата Дагестана по ММА, двукратным чемпионом Дагестана по панкратиону, чемпионом кубка Кавказа по ММА, трёхкратным серебряным призёром чемпионата России по ММА, двукратным чемпионом России по грепплингу. Чемпионом Дагестана и призёром Дагестана по грепплингу. Бронзовый призёр чемпионата России по АРБ. Также Хизри выиграл Кубок мира по грепплингу.
В 2017 году Хизри решает дебютировать в профессионалах. Свой первый бой он проводит на турнире OFG, его соперником становится Талагбек Елчибек. Хизри одерживает победу единогласным решением судей.
Второй бой Абдулаев провёл на турнире Колизей в июле 2017, где сразился с Курустаном Токобаевым. Хизри финишировал его сабмишеном уже в первом раунде.
В сентябре 2017 года Хизри сразился за чемпионский пояс лиги в легчайшем весе с Амрали Сайдошуровым. Во втором раунде он провёл мастерский болевой приём и стал новым чемпионом организации.
В 2018 году Абдулаев решает начать выступать в наилегчайшем весе. Свой первый бой в новой весовой категории он провёл в ноябре 2018 года. Он выступил в лиге FFP, где нокаутировал Мурада Рабаданова в первом раунде. Всего через неделю он выступил в лиге IFL, где нокаутировал Тимура Исмаилова.

## Статистика ММА
| Боёв 10         | Побед 7 | Поражений 3 |
| --------------- | ------- | ----------- |
| Нокаутом        | 2       | 1           |
| Сдачей          | 3       | 1           |
| Решением        | 2       | 1           |
| Ничьи           | 0       | 0           |
| Не состоявшихся | 0       | 0           |

| Результат | Рекорд | Соперник               | Способ                          | Турнир                                        | Дата            | Раунд | Время | Место | Примечание        |
| --------- | ------ | ---------------------- | ------------------------------- | --------------------------------------------- | --------------- | ----- | ----- | ----- | ----------------- |
| Победа    | 7-3    | Мигель Григорян        | Сабмишном (рычаг локтя)         | KFL 3 - Khiza Fight League                    | 11 декабря 2021 | 1     | 3:26  |       |                   |
| Победа    | 6-3    | Ашот Пашян             | Решением (единогласным)         | KFL Khiza Fight League                        | 26 июня 2021    | 2     | 5:00  |       |                   |
| Поражение | 5-3    | Джохар Эскиев          | Сабмишном (удушение)            | EFC Eagle Fighting Championship: Selection 2  | 11 апреля 2021  | 2     | 0:00  |       |                   |
| Поражение | 5-2    | Киленг Аори            | Нокаутом (удары)                | WLF W.A.R.S. 41                               | 3 января 2020   | 2     | 3:38  |       |                   |
| Поражение | 5-1    | Абдисеит Уулу Алтынбек | Решением (единогласным)         | Emir Fighting Championship - Battle of Styles | 25 декабря 2019 | 2     | 5:00  |       |                   |
| Победа    | 5-0    | Темур Исмаилов         | Техническим нокаутом ()         | IFL International Fighting League             | 17 ноября 2018  | 1     | 2:0   |       |                   |
| Победа    | 4-0    | Мурад Рабаданов        | Техническим нокаутом (удары)    | FFP 6 Fight Family Promotion 6                | 11 ноября 2018  | 1     | 3:41  |       |                   |
| Победа    | 3-0    | Амрали Сайдошуров      | Сабмишном (рычаг локтя)         | OFG - Orion Fighter 3                         | 9 сентября 2017 | 2     | 3:46  |       |                   |
| Победа    | 2-0    | Курустан Токобаев      | Сабмишном (удушение гильотиной) | Colosseum FC Battle of Champions 4            | 9 июля 2017     | 1     | 0:45  |       |                   |
| Победа    | 1-0    | Тагайбек Эльчибек      | Решением (единогласным)         | OF Orion Fighter 2                            | 20 мая 2017     | 2     | 5:00  |       | Дебют в проф. ММА |